# جولیوس گرگوری (بازیکن فوتبال)
جولیوس گرگوری (انگلیسی: Julius Gregory؛ ۴ ژوئیه ۱۸۸۱ – ۲۰ ژوئیهٔ ۱۹۱۶) بازیکن فوتبال بود.
از باشگاه‌هایی که در آن بازی کرده‌است می‌توان به باشگاه فوتبال برایتون اند هوو آلبیون، باشگاه فوتبال لوتون تاون، باشگاه فوتبال منچستر سیتی، و باشگاه فوتبال بری اشاره کرد.